# Житомирский, Александр Арнольдович
Александр Арнольдович (Соломонович) Житомирский (1907 или 29 декабря 1906  [11 января 1907], Ростов-на-Дону, область Войска Донского — 1993, Москва) — советский художник-график, создатель фотомонтажей, плакатист и карикатурист. Член Союза художников СССР и Союза журналистов СССР. Заслуженный художник РСФСР (1967), Народный художник РСФСР (1978). Главный художник журнала «Советский Союз»

## Биография
Родился 11 января 1907 года в Ростове-на-Дону.
В 1920—1925 годы проходил обучение в ростовской художественной студии А. Д. Силина и в Ростовском художественном училище. С 1925 по 1929 годы обучался в Московской центральной художественной студии АХРР, его учителем по студии был И. И. Машков.
В 1927—1929 годы учился во ВХУТЕМАСе, где его учителем являлся В. А. Фаворский.
С 1930 года — художник-карикатурист в газетах «Труд» и «Рабочая газета», журналах «Рост», «Пролетарий связи», «Строим», «Индустрия социализма» и других. С 1941 по 1945 годы занимался оформлением журналов «Фронтовая иллюстрация» и «Front-ILLustrierte», созданием антифашистских фотомонтажей, выпускавшихся затем в виде листовок. Стал личным врагом главного гитлеровского пропагандиста Йозефа Геббельса. Затем оформлял «Иллюстрированную газету».
С 1950 года — главный художник журналов «СССР на стройке» и «Советский Союз». Был художником-иллюстратором таких издательств как «Советская Россия», «Советский писатель» и «Молодая гвардия». В годы «холодной войны» создал большую серию ярких фотомонтажных работ. Был участником республиканских, всесоюзных и международных выставок сатирических произведений. Выставки проходили как в СССР, так и в таких странах, как Чехословакия, Турция, Франция, Канада, Германия, США. Произведения А. А. Житомирского находятся в Государственном музее изобразительных искусств имени А. С. Пушкина, Эрмитаже, Немецком историческом музее, коллекции «Ne Boltai!» (Прага), Национальной галерее искусств и в Библиотеки Конгресса США.
Являлся членом Союза художников СССР, Союза журналистов СССР и председателем секции художников печати Московской организации Союза журналистов СССР.
В 1967 году Указом Президиума Верховного Совета РСФСР А. А. Житомирскому было присвоено почётное звание Заслуженный художник РСФСР, в 1978 году — Народный художник РСФСР.
Умер в 1993 году в Москве, похоронен на Востряковском кладбище.

## Награды, премии и звания
- 1967 — Заслуженный деятель искусств РСФСР
- 1978 — Народный художник РСФСР, за большие заслуги в области искусства
- 1982 — Орден Дружбы народов (12.01.1982 — «за многолетнюю плодотворную работу в советской печати»[8])
- 1987 — Орден Знак Почёта (1987 — «за многолетнюю плодотворную работу в советской печати и в связи с восьмидесятилетием со дня рождения»[9])

19[уточнить] — Премия Союза журналистов СССР.
Также награжден медалями "За оборону Москвы", "За победу над Германией", "В память 800-летия Москвы", "За трудовое отличие".